# SN 1992J
SN 1992J – supernowa typu Ia odkryta 20 lutego 1992 roku w galaktyce A100900-2638. Jej maksymalna jasność wynosiła 17,88m.